# IC 1217
IC 1217 — галактика типу NF (в процесі підтвердження) у сузір'ї Дракон.
Цей об'єкт міститься в оригінальній редакції індексного каталогу.